# 중화인민공화국의 대외 정책
냉전 이후 새로운 국제정세가 형성됨에 따라 개별 국가들은 대외정책을 조정할 수밖에 없었다. 중화인민공화국(이하 중국) 또한 달라진 국제환경에 따라 새로운 대외정책을 구상해 왔고 대외적 활동에서 그 내용을 구체화해 왔다. 중국의 대외정책에서 나타나는 핵심적 변화는 중국이 그동안 최상위에 두었던 주권수호의 목적과 함께, 중국 만의 안보정책이 아니라 다른 나라와의 협력을 통한 협력안보 정책(cooperative security)으로 바뀌었다는 것이다. 냉전 시기 중국의 안보정책이 외부세계의 위협으로부터 국가안보를 보장받기 위한 방어적이고 소극적인 경향을 띈 것이었다면, 냉전 이후의 안보정책은 적극적이고 공격적인 양상을 띄기 시작했다. 국제사회에서 중국의 경제적, 정치적 비중이 증가함에 따라 중국이 어떤 안보정책을 수립할 것인지는 국제적인 주요 관심사가 되어왔고 주변 국가들이 중국의 안보정책을 파악하는 것은 안보정책상 중요한 사안이 되어왔다.

## 역사
|               | 1970년대 이전                                             | 1970년대 ~ 1990년대                         | 1990년대 이후                                               | 2000년대 이후                                           |
| ------------- | --------------------------------------------------------- | ------------------------------------------- | ----------------------------------------------------------- | ------------------------------------------------------- |
| 주요 지도자   | 마오쩌둥                                                  | 덩샤오핑/장쩌민                             | 장쩌민                                                      | 후진타오                                                |
| 안보환경 인식 | 전쟁과 혁명의 시대                                        | 평화와 발전의 시대                          | 평화와 발전의 시대                                          | 평화와 발전의 시대                                      |
| 안보환경 인식 | 전쟁과 혁명의 시대                                        | 전쟁가피론                                  | 다극화와 세계화 과학기술의 진보                             | 9.11테러 중국의 부상                                    |
| 안보위협 요인 | 미국과 소련의 군사적 침략                                 | 패권과 강권정치                             | 패권과 강권정치 새로운 안보위협 요인 증가                   | 패권과 강권정치 새로운 안보위협 요인 증가               |
| 안보 정책     | 동맹정책                                                  | 독립자주 비동맹 정책                        | 신안보관                                                    | 조화세계건설                                            |
| 정책 내용     | 인민의 전쟁 이데올로기 중시 미국의 주적화 (적으로 생각함) | 전방위외교 분쟁의 평화적 해결 국가이익 중시 | 주권안보 우선 포괄안보 및 협력안보 중시 동반자외교 다자주의 | 주권안보 우선 포괄안보 및 협력안보 중시 적극적 다자주의 |

1970년대 이전, 국제사회가 사회주의 혁명과 전쟁의 시대에 놓여있다고 인식하고 전쟁이 필연적이라고 생각했던 마오쩌둥 중심의 대외정책이 그런 상황에서 우방인 소련과의 전쟁을 막기위한 동맹정책이었다면, 마오쩌둥 사망부터 1991년 소련 붕괴 전 덩샤오핑와 장쩌민 중심의 대외정책은 국제사회가 평화의 발전 단계에 놓여있으며 전쟁은 피할 수 있다는 인식에서 독립자주 비동맹정책을 고수하는 대신 분쟁의 평화적 해결과 국가이익을 중시하는 양상으로 나타난다. 소련 붕괴 이후 기존의 군사적 위협보다 정치, 경제, 사회적 위협이 증가하자 장쩌민은 전통적 안보위협요인에만 주목하는 기존의 안보관이 아닌 신안보관을 주요 안보정책의 기조로 활용하게 되었다.

### 1950년대: 전쟁과 혁명이라는 시대 인식
1980년대 개혁개방 이전까지 중국의 안보인식과 대외전략은, 군사적 관점에서 개인 및 사회 민족 등 집단의 권익을 침해받지 않는 것을 평화상태로 규정하는 전통적인 안보 개념으로 구체화되어 왔다. 마오쩌둥을 중심으로 하는 중국의 지도부는 국제 안보환경을 전쟁과 혁명의 시대로 인식하고 전쟁은 불가피하며 군사력 증강을 통해 전쟁에 대비함으로써 궁극적으로 국가주권과 영토를 수호하는 것을 주요 안보 과제로 명명했다. 당시 중국 지도부 국내 안보를 위협하는 주된 적국을 설정하고 이에 대비한 대외정책을 수립하도록 하는 주적 개념을 사용하였는데, 이 개념을 통해 미국을 최대의 안보위협국이자 주적으로 설정하고 소련에 의존하는 안보정책을 전개하였다.

### 1960년 ~ 1970년대: 소련과의 이념갈등 심화
1960년 2월 모스크바에서 열린 바르샤바 조약기구 회의에서는 1956년에 채택된 흐루시초프의 평화공존론을 재확인하는 공동선언서를 채택하였다. 이 회의에 배석원 자격으로 참석한 중국 대표 캉성은 이때까지 쌓였던 소련에 대한 불만을 소련의 평화공존론을 공격함으로써 털어놓기 시작하였다. 캉성은 "미국이 여전히 제국주의적 침략성을 버리지 않고 있으며 타이완 해방은 미국의 방해 공작으로 완수되지 않았다. 흐루시초프의 낙관적인 평화공존론으로 대미 유화 정책이 대두되고 있다."고 비판하였다.
중국은 또 사회주의 인터내셔널이 사회주의 혁명은 불가능하다고 선언한 프랑크푸르트 선언에서, 서유럽 사회주의자들이 사회주의 이상 실현의 대안으로 들고나온 수정주의(사회개량주의)에 대한 비난을 가하였고, 레닌주의의 정당성을 신봉해야한다고 주장했다.
이에 대하여 소련의 오토 쿠시넨은 마르크스-레닌주의 이론은 맹목적으로 받아들여야 할 것이 아니라 항상 변천하는 새로운 역사 상황에 보조를 맞추어 끊임없이 창조적으로 발전해 나가야 하며, 흐루시초프야말로 현 상황에 가장 알맞게 마르크스·레닌주의 이론을 창조적으로 발전시킨 위대한 공로자이며 그의 평화공존론은 레닌주의 대외정책을 현 국제정세에 가장 적합하게 발전시킨 신노선이라고 중국에 대해 반박하였다.
이렇듯 소련과의 이념갈등이 심화되면서 미국과 함께 소련을 위협국으로 상정하고 반제반수(反帝反修), 즉 반제국주의와 반수정주의를 골자로 하며 제국주의와 수정주의를 사상적으로 통일되게 하는 두 개의 통일전선 정책(兩木片)을 전개하였다.

### 1980년대: 개방과 평화주의
1980년대 덩샤오핑 시대로 진입하면서 중국 지도부는 중국이 평화와 발전의 시대에 있다고 규정함하고 사회주의 혁명, 즉 전쟁을 통해 사회주의 이상을 달성해야 하므로 전쟁이 불가피하다고 생각했던 이전과는 달리 전쟁은 피할 수 있는 것이며 국제질서가 중국의 안보에 큰 위협이 되지 않는다고 평가하였다. 중국은 대내적으로 개혁개방정책을 실시하였고 대외적으로는 독립자주 비동맹주의 안보전략을 수립하면서 국가발전의 과업을 달성하기 위해선 평화로운 국제환경 조성이 필수적이라고 인식했다. 따라서 중국은 국가이익을 중시하는 현실주의적 입장에서 모든 나라와 외교관계를 맺는 전방위외교를 표방하기도 했다. 또한 대만문제에도 일국양제의 원칙을 제시하며 무력을 통한 해결이 아닌 평화적 해결을 시사했다. 하지만 여전히 불공정한 국제정치학적 질서가 존재하고 강대국의 패권주의와 강권정치가 국가주권과 하나의 중국 원칙을 위협할 수 있음을 경계하였다.

### 1990년대: 신안보관
기존의 전통적 안보개념이 냉전체계에서 군사적 평형을 필두로 한 중국의 적응방식에 초점이 맞춰졌다면 1990년대 소련 붕괴 후 장쩌민 중심의  1990년대 전후로 미국과 소련의 화해 분위기와 소련의 해체로 군사적 힘에 의한 위협요인은 줄어든 반면 과거에는 없었거나 파급력이 적었던 비전통적 안보분야에서의 위협 요인이 많아졌다. 1995년 장쩌민 국가주석은 이러한 상황을 인식하며 처음으로 신안보관을 언급하였고 신안보관과 다자주의가 90년대부터 현재까지 중국의 대외정책을 구성하는 주요한 개념이 된다. 신안보관이란 주권안보(主權安至), 포괄안보(綜合安至), 협력안보(合力安至)을 목표로 군사적인 부분 뿐만이 아니라 기존에 안보영역으로 여겨지지 않던 비전통적 안보영역인 정치, 경제, 사회 부분에서 국제사회와의 공동이익에 대한 국제협력을 핵심 내용으로 삼는 중국의 외교정책과 안보정책을 아우르는 관점을 뜻하며, 다자주의는 세계적 국제제도와 기구를 중심으로 대다수 국가가 참가하여 형성되는 질서를 의미 한다.

## 원칙
다른 나라들과 마찬가지로 중국 역시 국익 구현을 위해 시대와 상황에 따라 다양한 대외정책을 구사해 왔다. 그동안 전개해 왔던 다양하고 다중원칙적인 경향은 중국의 외교를 상당히 예측하기 어려운 것으로 만들었다. 즉 기본적인 대외관계 원칙들, 예를 들면 평화공존5항원칙, 마오쩌뚱의 3개세계이론, 덩샤오핑의 4개 주요원칙 등을 끊임없이 다시 만들어내고 수정, 각색함으로써 일관되지 않은 대외정책을 수행해 왔다는 것이다.

### 신안보관
신안보관은 1998년 국방백서(1998 中國的國防)에서 그 개념이 명료화되었는데 상호신뢰, 상호이익, 주권평등, 협력으로 요약할 수 있다. 중국의 협력안보는 원칙상 세가지 원칙을 전제로 한다. 첫번째 양자협력은 제 3국을 겨낭해선 안된다는 것이며, 두 번째는 내정불간섭의 원칙을 견지해야 한다는 것이다. 마지막으로 난민, 테러리즘 등으로 국제협력이 절실해지고 있는 상황에서 국제사회의 규범을 강조하기보다는 각국 공동이익의 중요성을 강조해야 한다는 것이다.
또한 신안보관은 정치, 경제, 사회적인 부분에서의 안보위협요인(비전통적 안보위협)이 증가하면서 기존의 전통적 안보관에서 탈피하고자 한 개념이다. 중국 내에서 분리독립을 요구하는 티베트, 내몽고 자치구, 신장 위구르 자치구 등 기존에는 비전통적 안보요인으로 치부되었던 사회적 문제가 미국의 평화주의적 전이와 대립하는 중국의 대미국정책과 갈래를 함께 한다는 점에서, 이를 안보위협요인으로 보고 민감하게 반응하는 것은 신안보관 인식과 맥락을 같이한다고 볼 수 있다.

## 같이 보기
- 중화인민공화국의 대외 관계